# Four Play (album)
| Recensione | Giudizio |
| ---------- | -------- |
| AllMusic   | [ 2 ]    |

Four Play è un CD a nome di Clifford Jordan, Richard Davis, James Williams, Ronnie Burrage, pubblicato dall'etichetta discografica giapponese DIW Records nel 1990.

## Tracce
1. Tokyo Road – 7:19 (Clifford Jordan)
2. Japanese Dream – 11:38 (Clifford Jordan)
3. I Mean You – 6:01 (Thelonious Monk)
4. For My Nephews – 8:24 (James Williams)
5. Hi-Fly – 10:14 (Randy Weston)
6. Misako: Beautiful Shore – 6:24 (Richard Davis)

## Musicisti
- Clifford Jordan - sassofono tenore
- James Williams - pianoforte
- Richard Davis - contrabbasso
- Ronnie Burrage - batteria